# 厦门中山公园
厦门中山公园，位于厦门岛思明区厦门老市区内。中山公园始建于1927年秋，1931年完工，是厦门最早的公园，具有开放、外向的特色，不同于封闭的传统中国园林，有“华南第一园”之称。公园由时任厦门堤工处顾问周醒南及建筑师林荣庭主持规划设计，营造时利用园中天然水系布局，建筑点缀其中。中山公园建成后经历抗日战争、第二次国共内战、十年动乱，园中建筑设施及自然景观屡遭破坏，但数次修整后公园的整体风貌保存至今，园中亦有许多文物遗存。现公园占地面积11.07公顷。2008年厦门中山公园被列为第二批国家重点公园。2012年中山公园被列入第一批厦门市公园名录名单，是名单中唯一被同时列为综合公园（全市性公园）、专类公园（历史名园）的公园。

## 历史沿革
厦门的园林建设可追溯至唐朝。唐朝的薛令之及陈黯分别选择在洪济山及金榜山定居，二者都在居处建造私家园林。今在金榜山留有陈黯隐居石室。政府拨款修建的公园则始于中山公园。中山公园选址于旧厦门城东北角、北门“潢枢门”之外。此地河网密布，清乾隆时有魁星河、蓼花溪、岳前河、盐草河等流经这一带。河流流经形成的小洲上还有妙释寺、功德寺、东岳庙、荷庵、陈文龙祠、菽庄吟社等人文胜迹，其中荷庵曾是厦门“四大名庵”之一。公园西南角紧邻原兴泉永道署后花园魁星山。雍正五年道署从泉州府迁至厦门岛，后经历代道尹修建扩大，今中山公园西半园原属于道署地界。
1926年，漳厦海军司令部设立堤工办事处，委任周醒南为顾问，计划填筑海堤。周醒南，为惠州府城人，曾加入同盟会。1918年9月1日，陈炯明占领漳州，建立闽南护法区，周醒南被任命为工务局长。周醒南改造漳州古城，整饬市容，在漳州建设漳州第一公园（即漳州中山公园）。20世纪20年代初的厦门街道狭小，环境脏乱，时任海军警备司令部参谋长林国赓聘请周醒南任厦门港海军司令部堤工处会办。
堤工处设立同年，厦门市政督办公署决定在新区兴建公园，勘定设计由周醒南主持，工程由建筑师林荣庭及周醒南等人共同负责，堤工处朱士圭及张元春绘制草图。公园始建于1927年秋，占地143.6万平方尺，预计费用达到八十余万元。园外四周辟为马路环绕，分别为公园东西南北路及咸熙路（今溪岸路）。同时园内原有居民124户，迁至园外新村统一安置，此地即为“百家村”。1931年，公园竣工对外开放，最终耗费100多万银元。园区可分为北、中、南三部，园址环绕矮墙，墙体上半部安装铁栏，中有“中山公园”四字，下半部为水泥混凝土构筑。公园共东、南、北三座门，1940年增设西门。

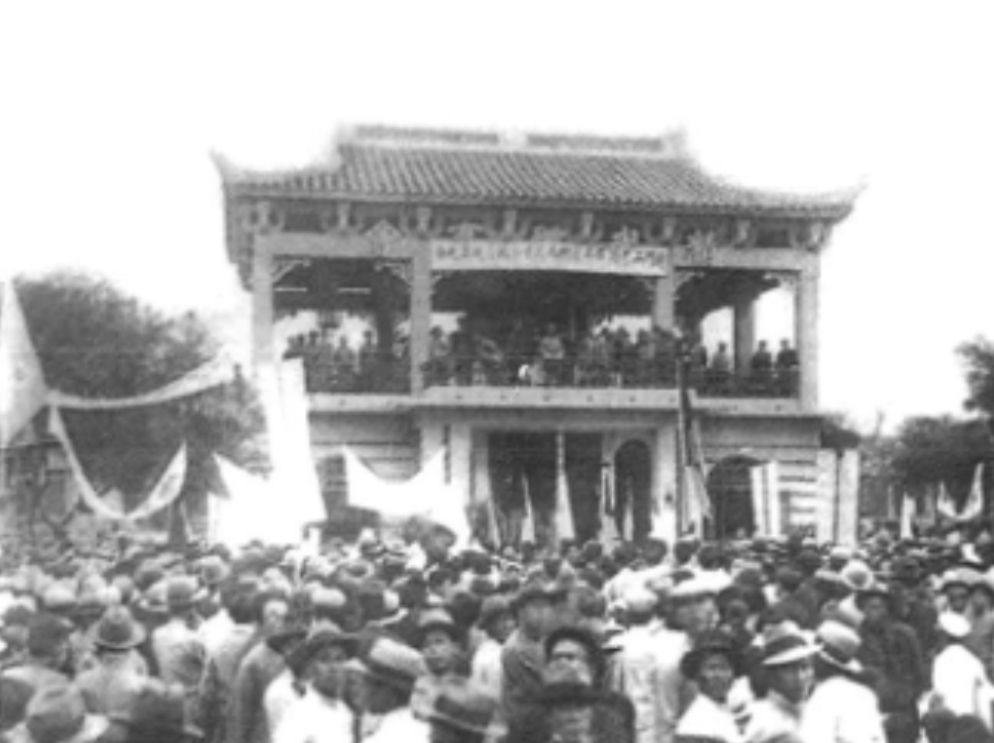
1933年12月1日，厦门各界在厦门中山公园举行庆祝福建人民政府成立大会

1929年1月，厦门地方开展禁烟，于中山公园内焚烧鸦片烟具，同年11月又在此焚烧查获的烟草。1930年，中共福建省委、厦门市委在中山公园运动场组织“三一八惨案四周年纪念大会”，中共一部分干部被捕，关押在思明监狱。1933年闽变爆发后，厦门各界在中山公园庆祝中华共和国的成立，但1934年初人民政府即夭折。公园于1935年9月及1937年5月分别举办了福建省第五届运动会及厦门市第一届运动大会。高僧弘一法师曾为后者谱写了《厦门市第一届运动大会会歌》。1937年7月28日，通俗教育社在中山公园成立，同年厦门市各界抗敌会在此召开民众大会，宣传抗日思想。
1938年4月－1945年8月间，日本占领厦门，公园受损严重。1938年7月2日，日当局惧怕孙中山革命精神的巨大影响，将中山公园改名“厦门公园”。凤凰山麓的陈文龙祠被毁。1945年10月－1949年9月，公园恢复原名，国民政府维修了受日本当局破坏的三座大门顶瓦及倒塌的堤岸、栏杆、围墙，并增添一座厕所，耗资共3061.20美元，但公园河道仍被淤泥阻塞。1949年11月20日，厦门市人民政府接管公园，于1950年建成两座苗圃，清理淤泥近1.47万立方米。1967年－1969年，文化大革命开始，园中精华建筑物被毁，魁星河填平，大部分围墙被拆除，铁杆栏被用于炼钢。1970年被夷为平地的南半园建成人民广场。
1976年，厦门市追悼毛泽东同志大会在中山公园举行。1977年，影剧院在公园西南部动工，共130多万元。1977年－1978年间，公园举办元宵鹭岛灯会，自70年代来也有“菊花灯展”及春节迎春花展。1983年厦门市人大决定由市政府修复中山公园南半园，新建南门牌楼。1985年统计公园面积仍存13公顷（13万平方米）。1988年，厦门市政府将中山公园整治列入“为民办实事”内容中，确立“清理占用公园用地、改善公园水质、进行夜景工程建设、园内进行全面绿化”等的目标。2001年，中山公园免费开放，改变了此前收取门票的制度。21世纪初，中山公园再次进行改造。2017年，中山公园迎来长达半年的改造提升工程，工程主要包括在水网中种植水草清淤、更新中山公园儿童岛游乐设施、改造动物园笼舍。2022年初，中山公园再度改造，主要从“文化建筑的修复重建、水质提升、设施提升、植被的优化更新等四个方面”进行。

## 景观设施
建园之初，中山公园共可分为“北、中、南”三部分。南部新建有“南门、运动场、钟楼、图书馆、音乐亭、司令台、留芳阁、钓鱼台、水榭、水心亭、晓春桥、船厅”，中部有“东门、西门、喷水池、中山铜像、茅亭、照相馆”，北部有“北门、彩虹桥、湖心亭、仰文楼、陈列所、博物院、清佳室、茅亭、动物场”，以及遍布全园的围墙、马路、桥梁、花圃、河溪、酒家。公园按照“东塔、西山、南球、北海”的原则兴建。东部有纪念碑、西部建有假山、南部有地球仪、北部有东岳河。

### 北部
北部以宽阔的荷庵河为主景，河岸东北部为动物园，动物园及纪念碑以西、河的南岸，是凤凰山。1982年在凤凰山南麓新建儿童乐园，占地5千平方米凤凰山下原有陈文龙祠，以及黄花岗七十二烈士纪念碑。计划中的仰文楼博物馆、陈列厅及铜像均因经费不足停建。荷庵河西岸为通俗教育社社址。

#### 厦门中山公园动物园
厦门中山公园动物园位于厦门中山公园东北部，占地约2000平方米。2011年，其成为中国大陆第一个免费开放的动物园。
1927年中山公园兴建时，曾计划修建动物园，后因资金不足而告终。1932年，妙释寺主持释善契和会泉法师筹划，厦港的蒋以德居士独资在妙释寺大殿后创设大念堂，并在寺内开辟放生园。1947年，中山公园管理处于妙释寺放生园的基础上，临时搭建两间平舍（20多平方米）作为“动物角”。而这个“动物角”仅有4只猴子供人参观。
1949年至1956年，“动物角”的兽舍扩展至50平方米，拥有3个物种12只动物。文化大革命期间，“动物角”内动物大部分死亡。1979年后，动物园开始有了发展，动物数目也飙升至65个物种351只，并通过物种交换从上海动物园调进一头东北虎。1989年，动物园调入一头河马，随即投入33万多人民币引进30余种动物。此时动物园的兽舍业已发展至2035平方米，筑园2535平方米。
1994年，厦门中山公园动物园与其他动物园举办10次动物联展，累计展出有16种20只动物。这些动物包括狒狒、黑猩猩、大象、灰袋鼠、长颈鹿等。1997年，动物园拥有62种427只动物，其中哺乳动物16种、鸟类43种、两爬类3种；涵盖的国家一、二类保护动物多达30种，包括厦门虎、非洲狮、河马、小熊猫、丹顶鹤、巨蜥等。动物园整体大致可以分为猛兽岛、鸟类区和小动物区，每年可吸引近40万人次的游客。
2001年1月11日，海沧野生动物园（现中非世野野生动物园）开园。至此，厦门中山公园动物园不再成为厦门唯一的动物园。

### 中部
地处动物园之南的是中山公园纪念碑，该纪念碑建成于1932年，记载厦门富商王永朝敬仰孙中山捐资献地建设中山公园的历史。中部盐草河居其中，盐草河南岸与沙蓼花溪北岸之间有小洲，四面环水，上设有照相馆，即今天的花展馆。花展馆建于1958年，经过多次重建。2008年改造时，展厅外墙采用蚵壳墙，屋顶铺设绿琉璃瓦。现室外布置有花岗岩台盆景，室内有公园收藏的根雕展出。

### 南部

孫中山銅像

南门入口右侧有地球醒狮仪，原建于1937年。醒狮雄踞于地球之上，由云南红石头砌成，重约2吨。其身下的地球直径近5米，醒狮共地球高3.8米。球下半部有四只鹰，地球表面以浮雕雕出陆地、海洋，地球仪是20世纪30年代厦门雕塑家黄燧弼作品，文革时被毁，现存建筑为1998年复建。除地球醒狮仪外，南门入口还有一座纪念碑。碑后为运动场，可容下万人集中。场地中有跑道、足球场、司令台、以及黄奕住捐建的音乐亭。球场尽头有“精武体育馆”，但1938年5月后停止活动。蓼花溪流经司令台，晓春桥横跨其上，连通东岸的琵琶洲。1970年南半园夷为平地，新建人民广场，运动场及纪念碑被毁，晓春桥被拆。1985年3月11日，南半园中央竖起一座孙中山青铜像，雕像出自潘鹤之手，连同底座高7米。音乐亭于2022年初的公园改造提升之时复建。西南部主景为崎山，又称魁星山，原为道署后山的花园，存有众多摩崖石刻，合称魁星山摩崖石刻群，共有11幅。1983年公园重建时，在魁星山脚兴建“逸趣园”，作为老年人活动的场所。

### 桥梁
中山公园现存11座桥梁。这些桥梁于1997年研究后重新制定桥名：
- 以历史人物命名有晓春桥及廷洽桥：晓春桥因同安人洪鸿儒得名。洪鸿儒，字晓春，同安窗东（今属翔安凤翔街道[30]）人，是厦门早期著名商界领袖，人称“晓春伯”[31]。廷洽桥得名于新加坡华侨林廷洽，该桥有钢构桥栏，桥南端立有石碑，记载林廷洽临终前嘱托其子林金殿捐资在公园建桥，即以“廷洽”作为桥名。
- 以地名及方位命名的桥有星河桥、蓼花桥、荷庵桥、东辰桥、西瑞桥：星河得名于魁星河，魁星河因流经魁星山得名；蓼花桥来源于蓼花溪，蓼花溪原为公园水源之一，由虎园路向北流汇入盐草河，今被填平成为马路；荷庵桥得名于清初位于河中小洲上的小寺；东辰与西瑞桥因临近东、西门得名。
- 以桥的形制命名的有鼎足桥、玉螮桥、平安桥、涵春桥：鼎足桥利于东门河道三叉处，通向三端，上有蓝琉璃瓦攒尖顶凉亭，因此得名；玉螮桥原名新虹桥，建于1959年，1997年更为玉螮桥，亦取虹名“螮蝀”；平安桥与涵春桥位于花展馆前后，后桥涵春寓意四时长青，前桥平安寄托对游客平安信步观赏的祝愿。

### 大门
公园的四门风格有所不同但又有相同之处。南门为三牌楼式三圈连拱门，宽20米，高14米，兼有西方古典建筑与中国闽南建筑之风。正立面使用泉州白花岗岩，三个拱门门沿均有雕刻图案。牌楼顶部覆盖绿色琉璃瓦，采用飞檐及龙首为装饰，白绿两色相互对比，风格清雅。南门在文革时被摧毁，1983年重建南半园时恢复了三牌楼南门。北门原先为仿西方古典门式，1996年改建成华表式长方三门楼，古朴典雅。东门与西门均为牌坊式三川门，但东门在2001年时因公园东路拓宽而拆除，现存三个小门。1987年西门改造城牌坊式门楼，门楼顶屋瓦及天墙有所变化。

### 水系及植被
公园现有水域面积达2.48万平方米。1985年，中山公园开辟游艇活动，南半园重建时扩大盐草河面，进行大规模的绿化。1990年时，公园共有花圃3亩、盆花1万多盆、盆景500盆。2017年改造时，原有滨水驳岸被改造为亲水台阶，修剪魁星山前遮挡摩崖石刻的植被。2022年整修时，在公园南部的棕榈林中增设“互动雾森系统”，并在林下种植耐阴植被，进一步将部分驳岸改造为入水草坡，同时种植美人蕉、鸢尾及睡莲，扩大可接受到光照的草坪面积。

## 图库

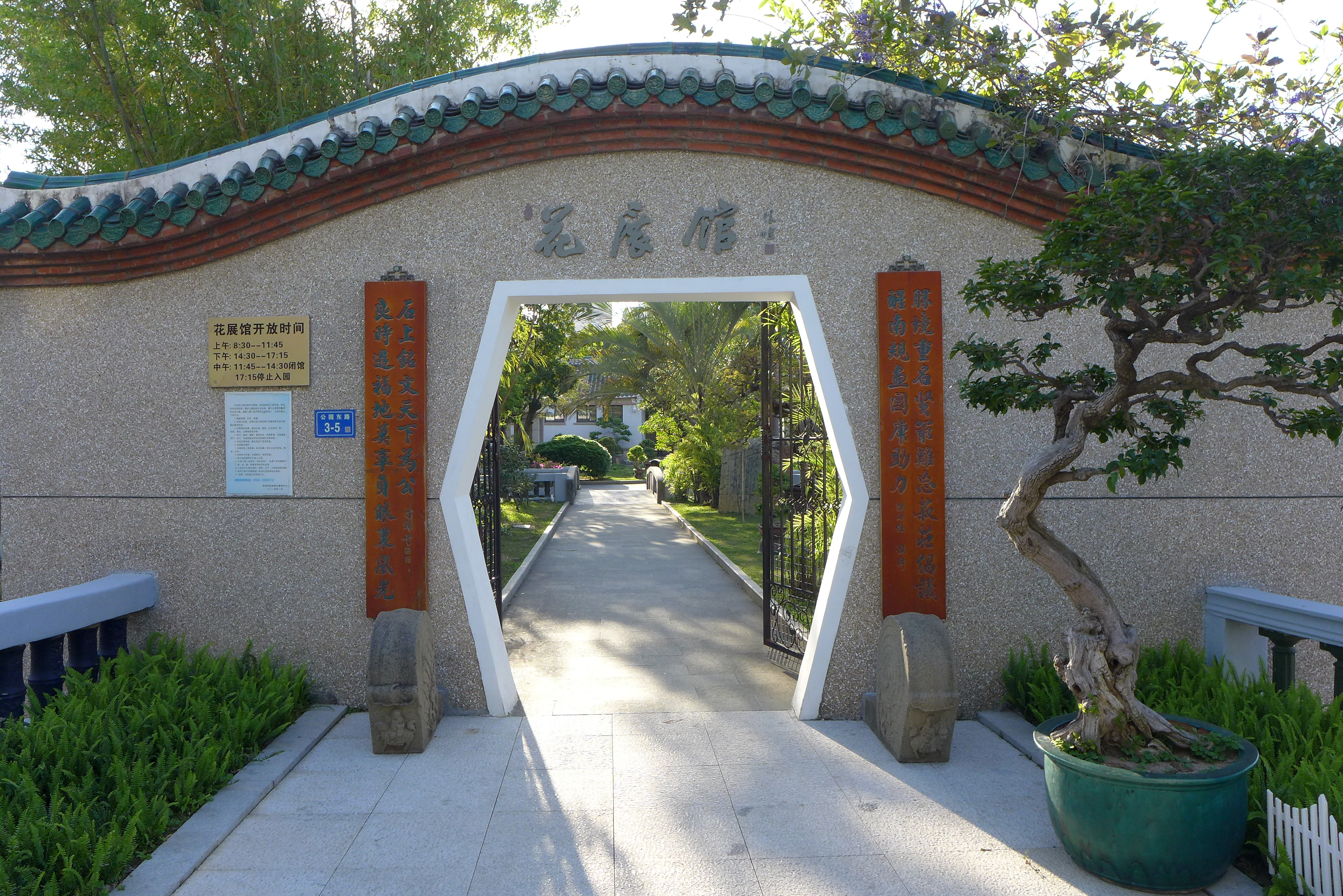
厦门中山公园花展馆大门
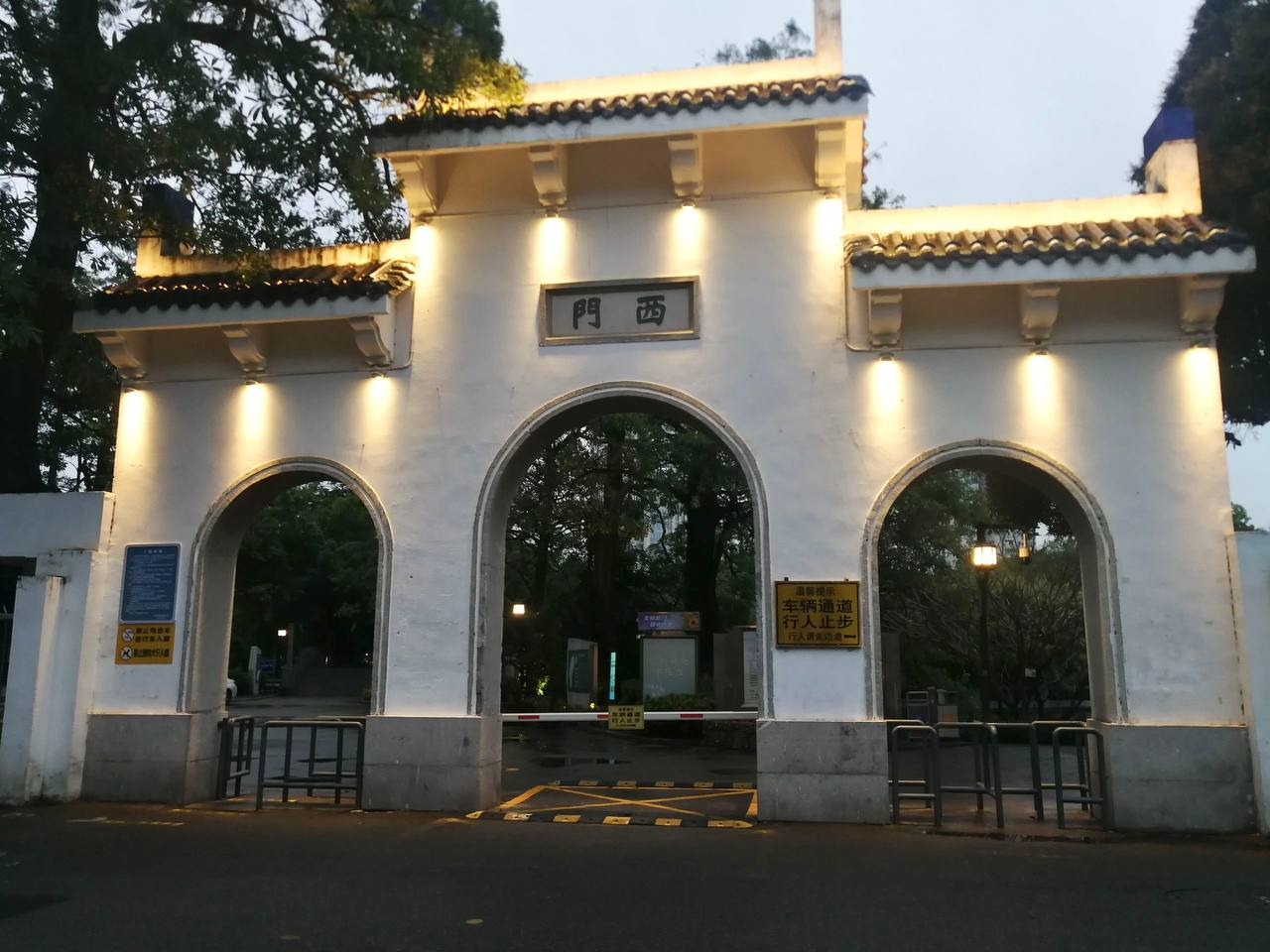
厦门中山公园西门
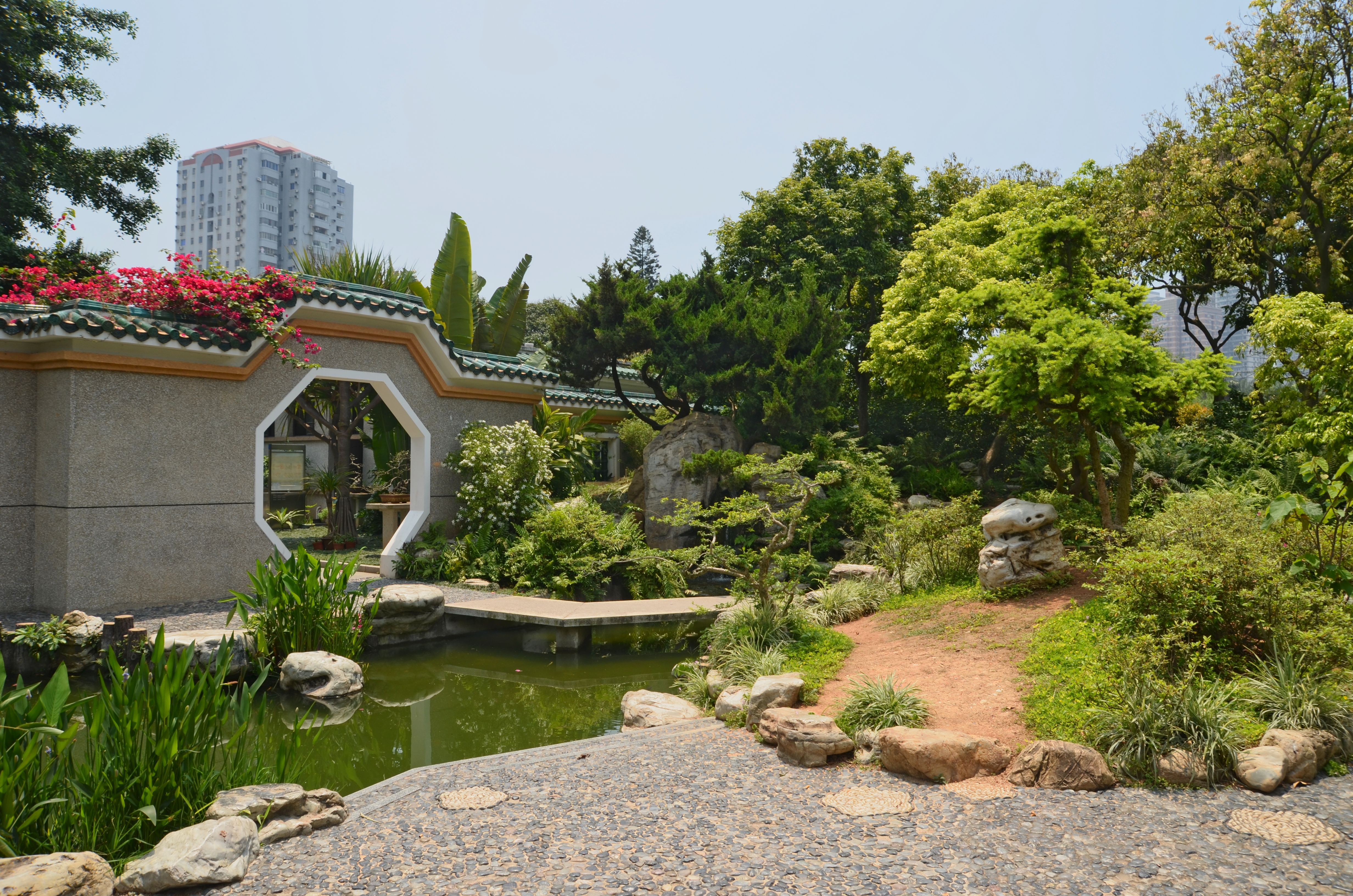
中山公园内花展馆一角
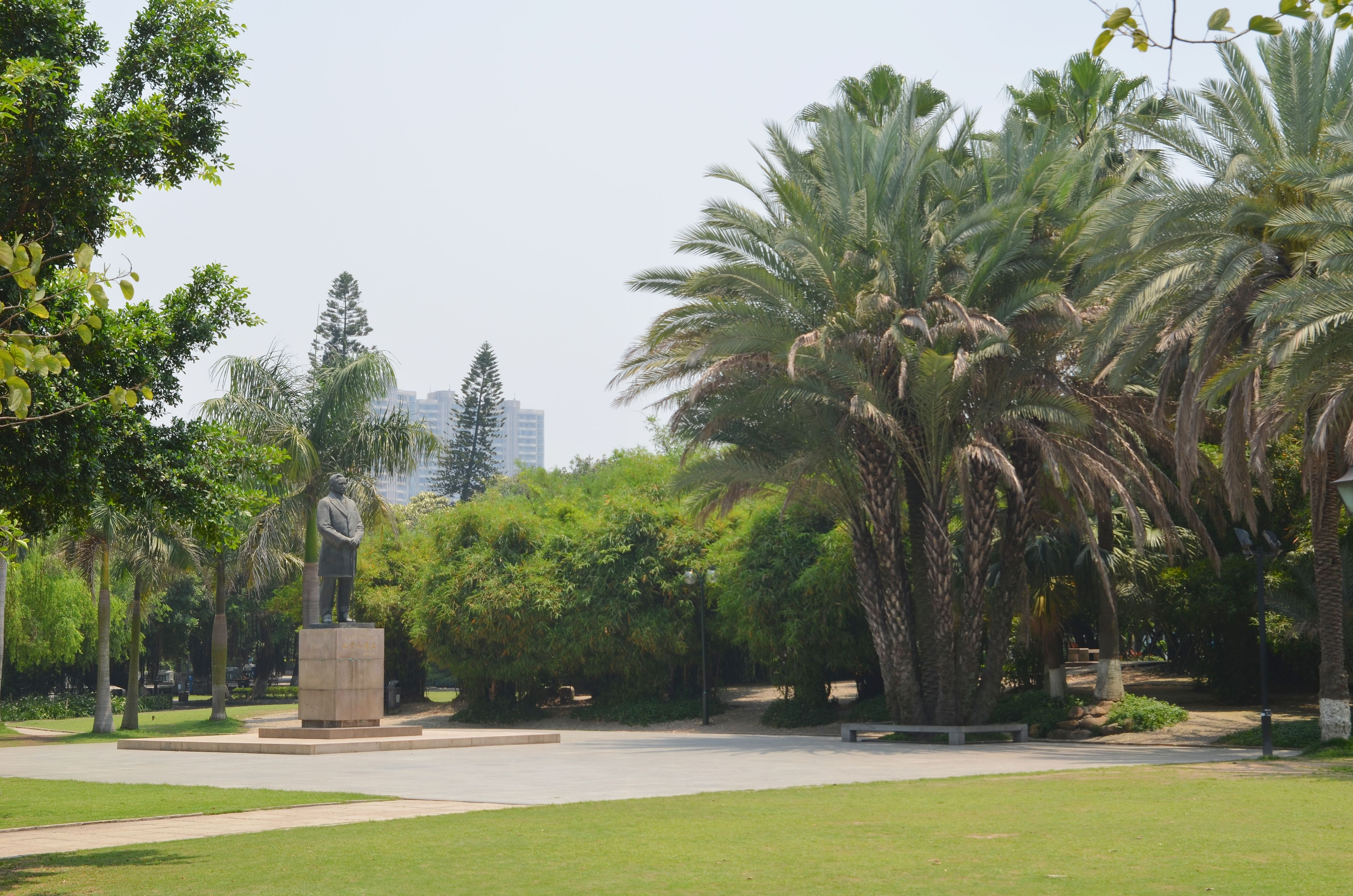
南半园的孙中山铜像及广场
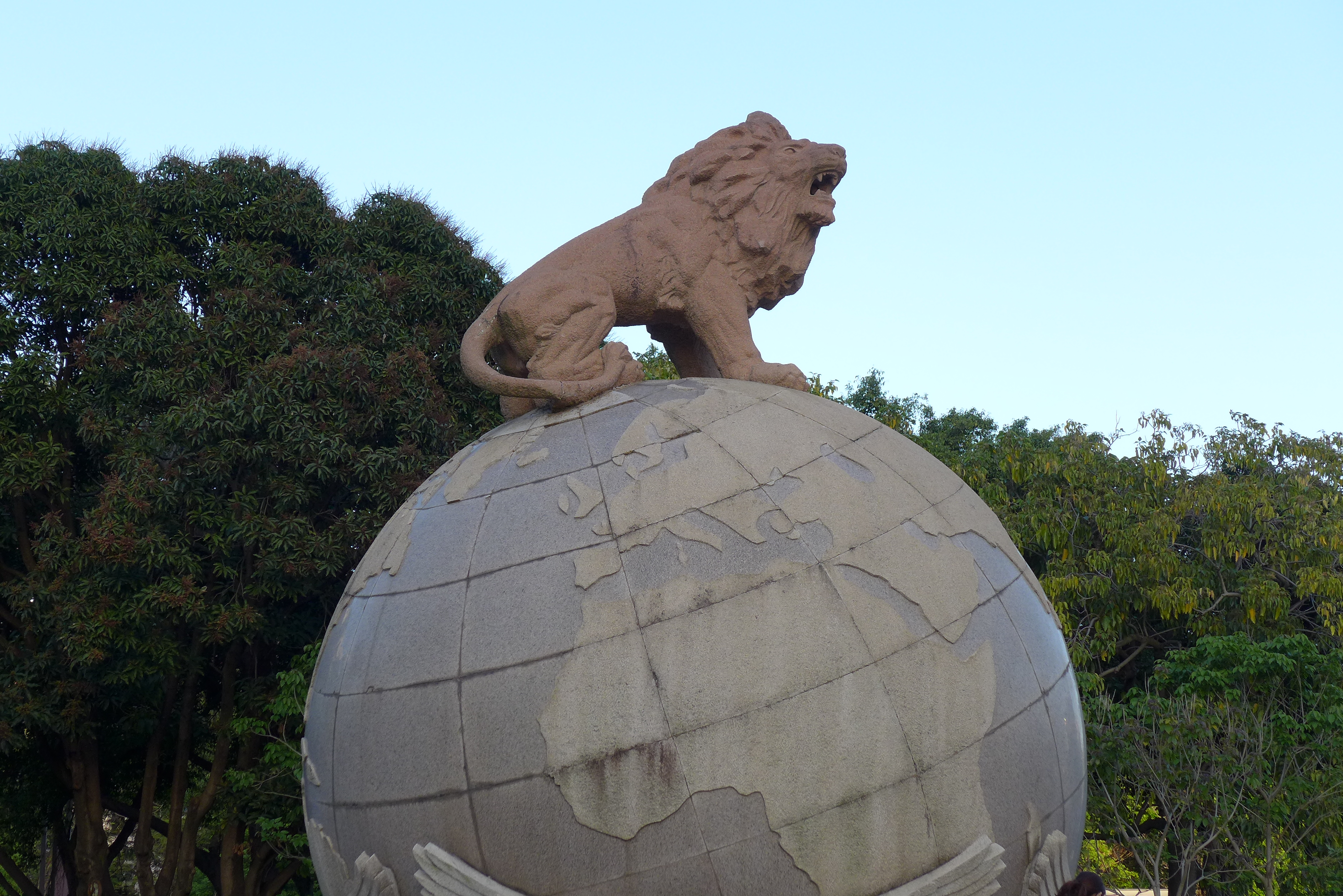
南门地球仪上的醒狮
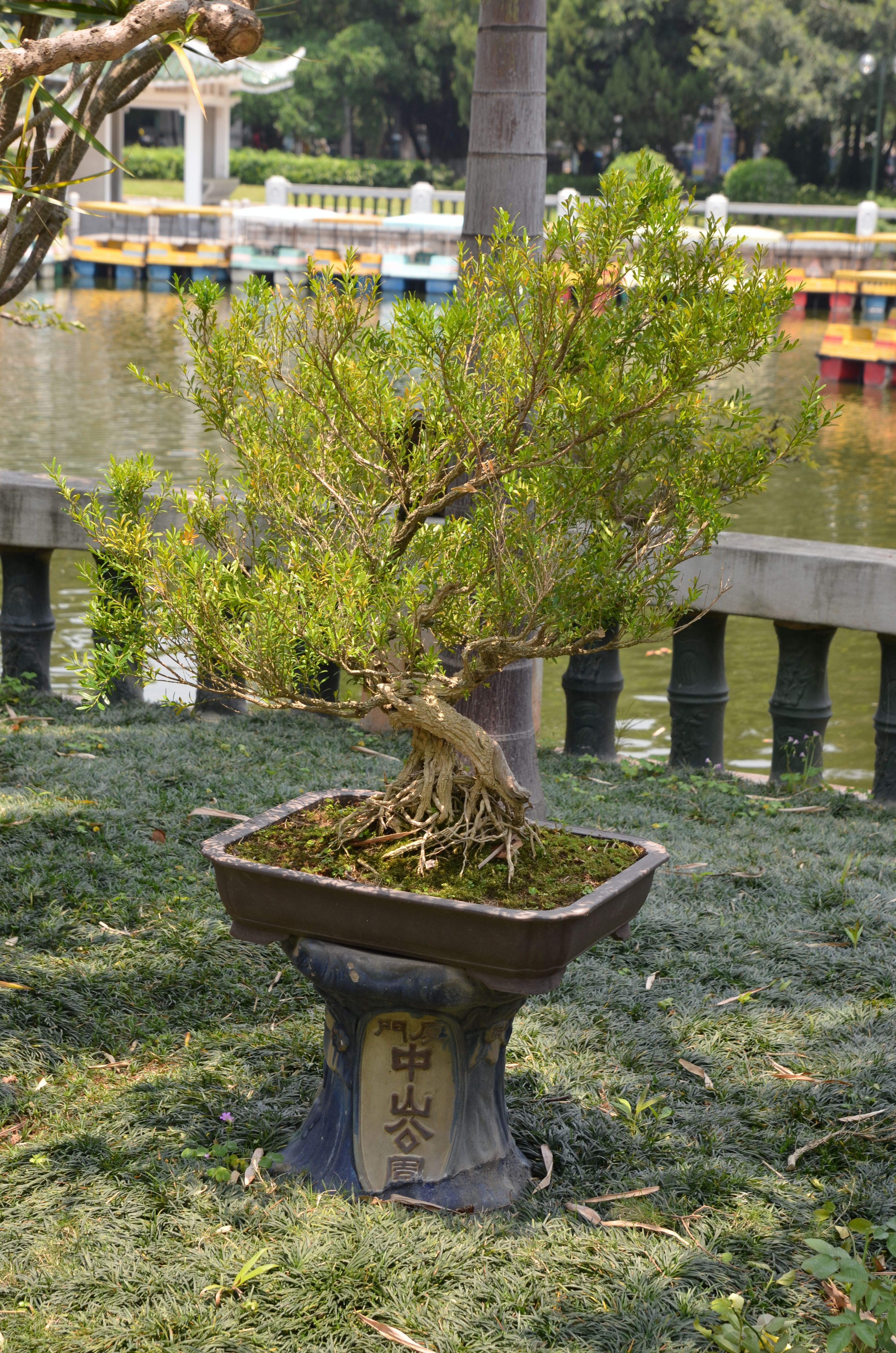
花展馆中的盆景
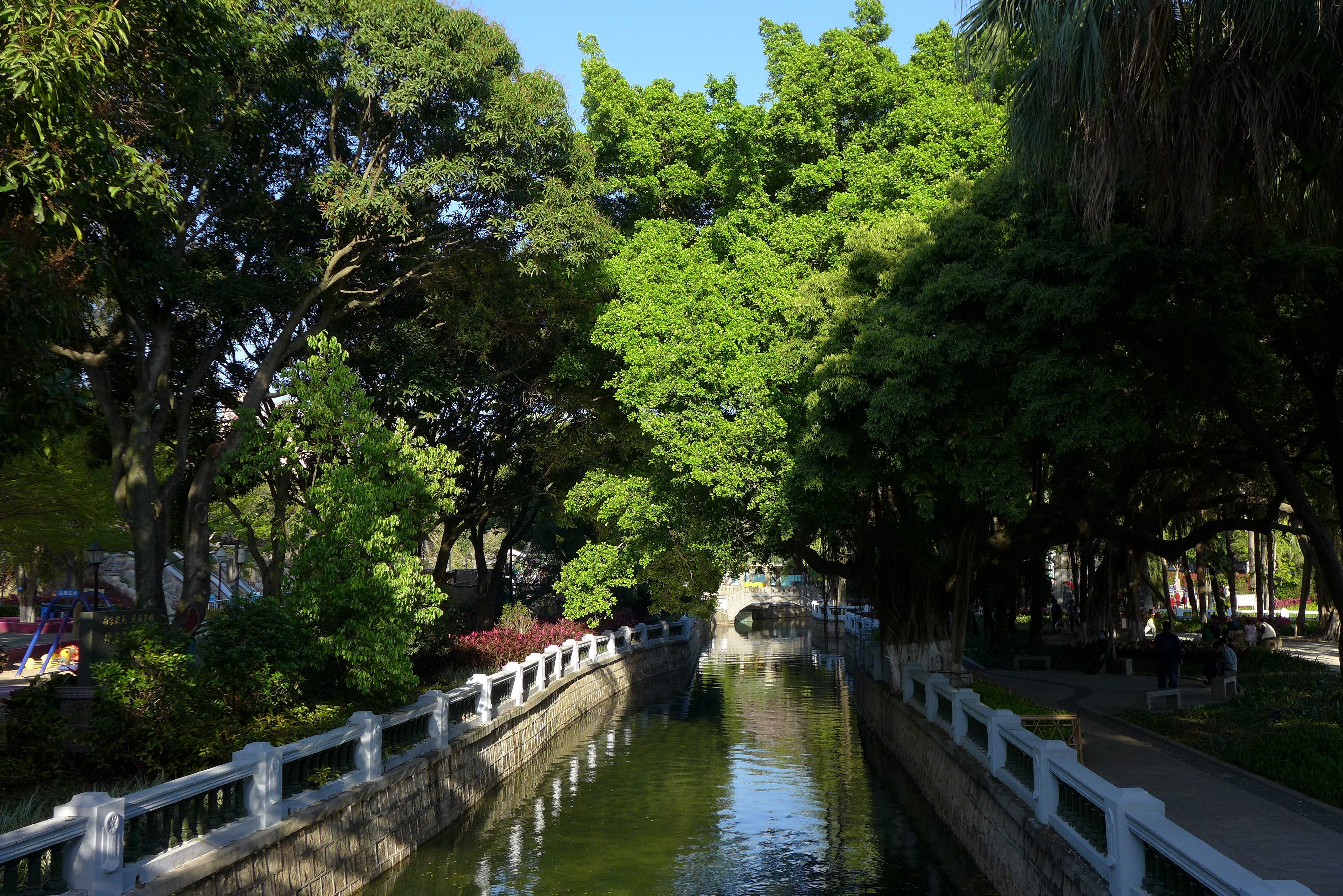
由廷洽桥向西看，可见远处的鼎足桥
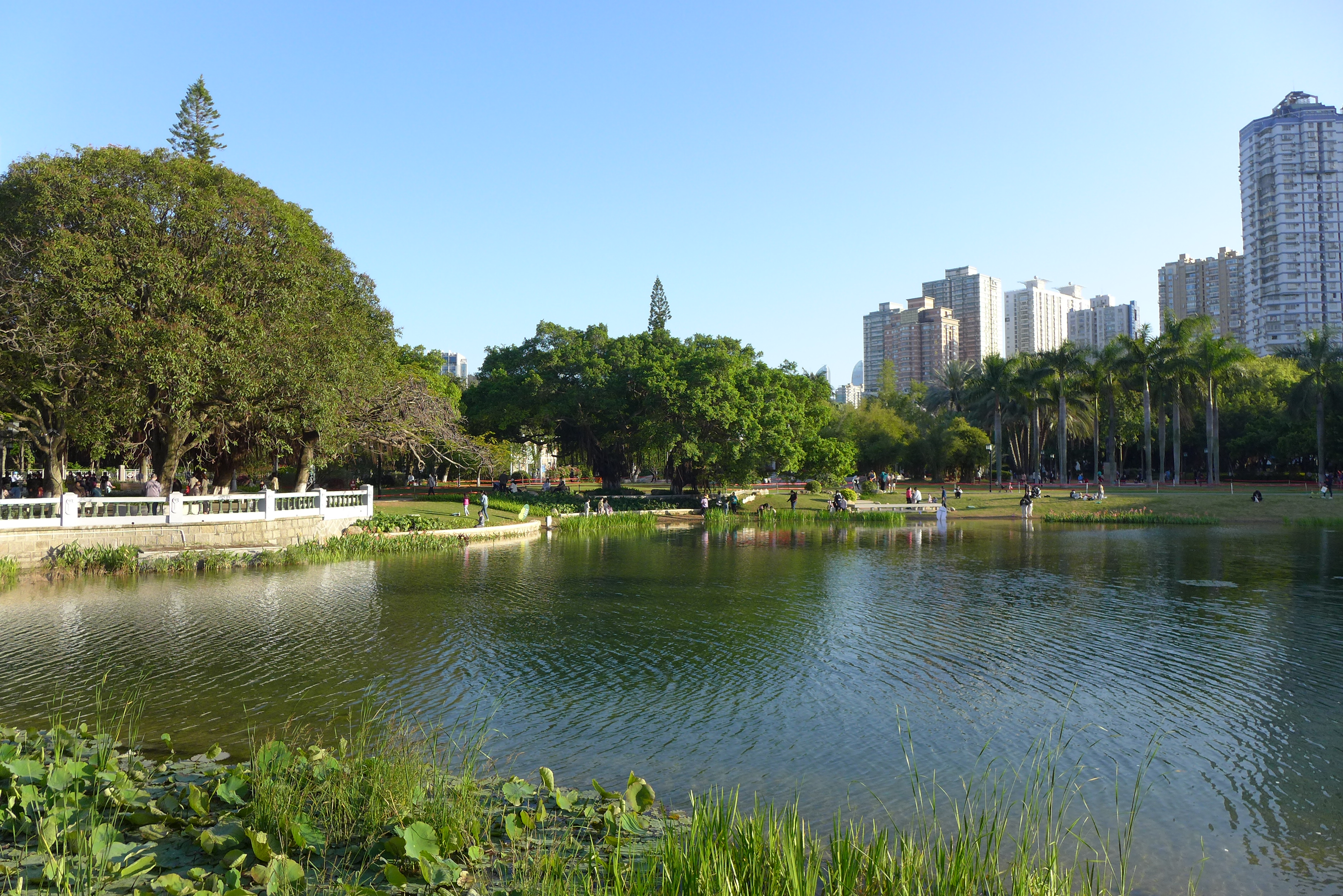
近南门的亲水驳岸

## 交通资讯
厦门地铁1号线走线临近公园西南角，公园附近设有中山公园站（3A口可前往公园南门）；公交线路见下表。
| 临近公园大门 | 站点               | 站点所在道路 | 线路                                                   |
| ------------ | ------------------ | ------------ | ------------------------------------------------------ |
| 南门         | 中山公园           | 公园南路     | 3路 4路* 8路* 19路* 32路* 100路* 401路* J103路*        |
| 南门         | 实验小学           | 同安路       | 8路* 19路* 21路 86路 96路 123路 139路 401路* B5路      |
| 南门         | 厦门宾馆           | 虎园路       | 21路 32路* 87路 100路* 139路 309路 B5路 J103路*        |
| 南门         | 虎园路             | 虎园路       | 17路                                                   |
| 东门         | 公园东门           | 公园东路     | 4路 8路 86路 87路 96路 123路 309路 B3路                |
| 东门         | 公园东路           | 公园东路     | 4路 8路 86路 87路 96路 123路 309路 B3路                |
| 北门         | 斗西路（快速公交） | 厦禾路       | 快1路 快2路 快3路 快8路                                |
| 北门         | 斗西路口           | 厦禾路       | 1路 15路 40路 51路 116路 127路 321路 940路 951路 952路 |
| *仅单向停靠  |                    |              |                                                        |

## 延伸阅读
- 中山公园
- 孙中山